# Savièse
Savièse (německy Safiesch) je obec ve švýcarském kantonu Valais. Leží v okrese Sion ve frankofonní části kantonu. Žije zde přibližně 7 700 obyvatel.

## Geografie

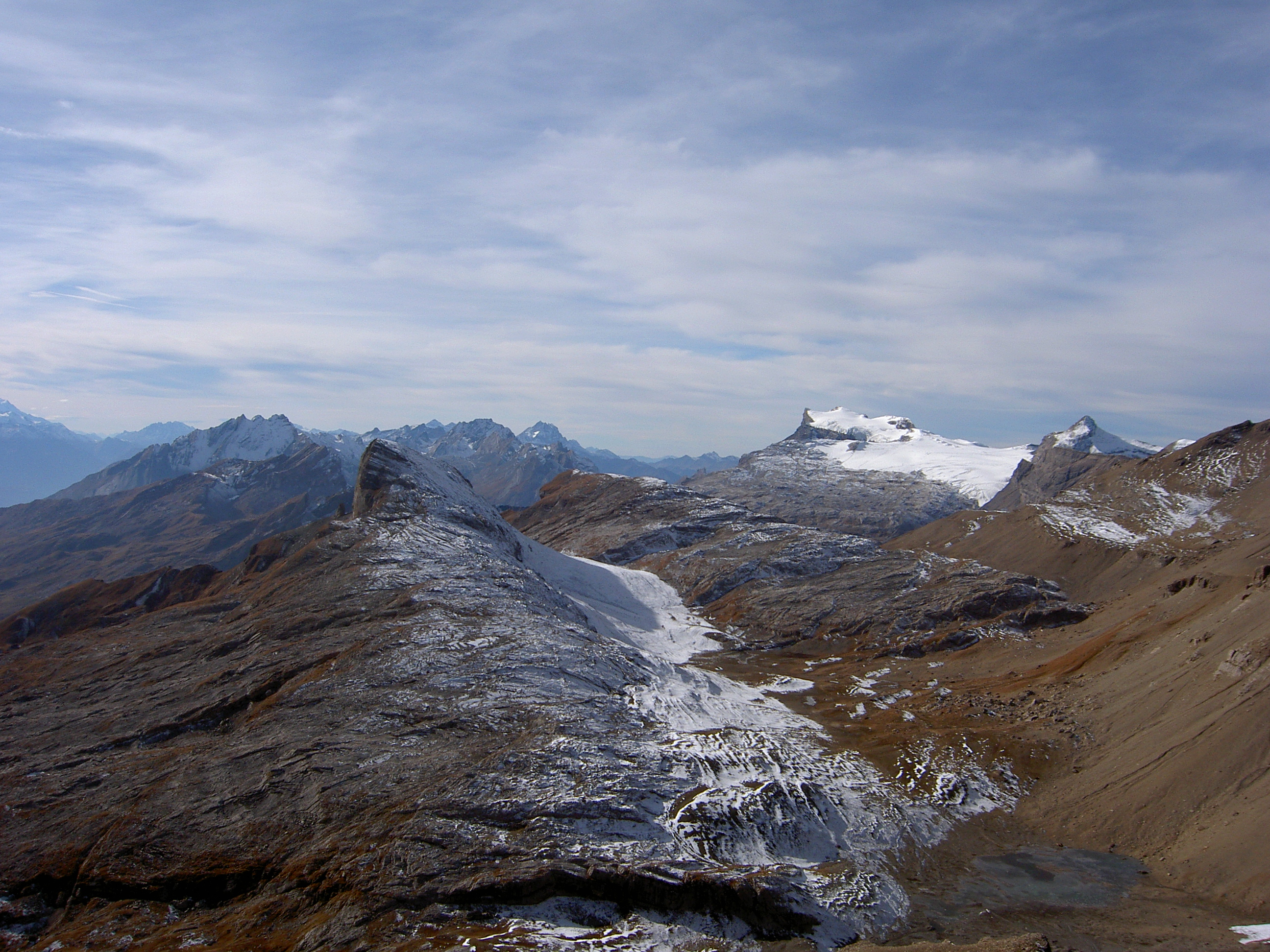
Col des Audanne s ledovcem Diableret

Centrum obce Saint-Germain (Savièse) leží v nadmořské výšce 820 m dva kilometry severně od hlavního města kantonu, Sionu, na pravé, severní straně údolí Rhôny ve Valais. Většina rozsáhlého území osady leží pod jižním úbočím hory Prabé (2042 m n. m.). Obec se táhne v délce téměř 16 kilometrů od nejjižnějšího bodu ve výšce 515 m n. m. u Vuisse až po Spitzhorn (2805 m n. m.) na severu. Nejvyšší bod obce, 3190 m n. m., se nachází na jižním hřebeni Wildhornu na severovýchodě. Na západě leží na území obce Savièse téměř celý ledovec Zanfleuron v masivu Diablerets.
Z celkové rozlohy obce asi 71 km² připadá 40,53 km² na neproduktivní půdu (převážně horskou), 15,05 km² na zemědělskou půdu, 11,24 km² na lesy a lesní pozemky a 3,36 km² na osídlenou půdu. 0,83 km² tvoří vodní plochy. Z hlediska rozlohy se tak jedná o zdaleka největší obec v okrese Sion.

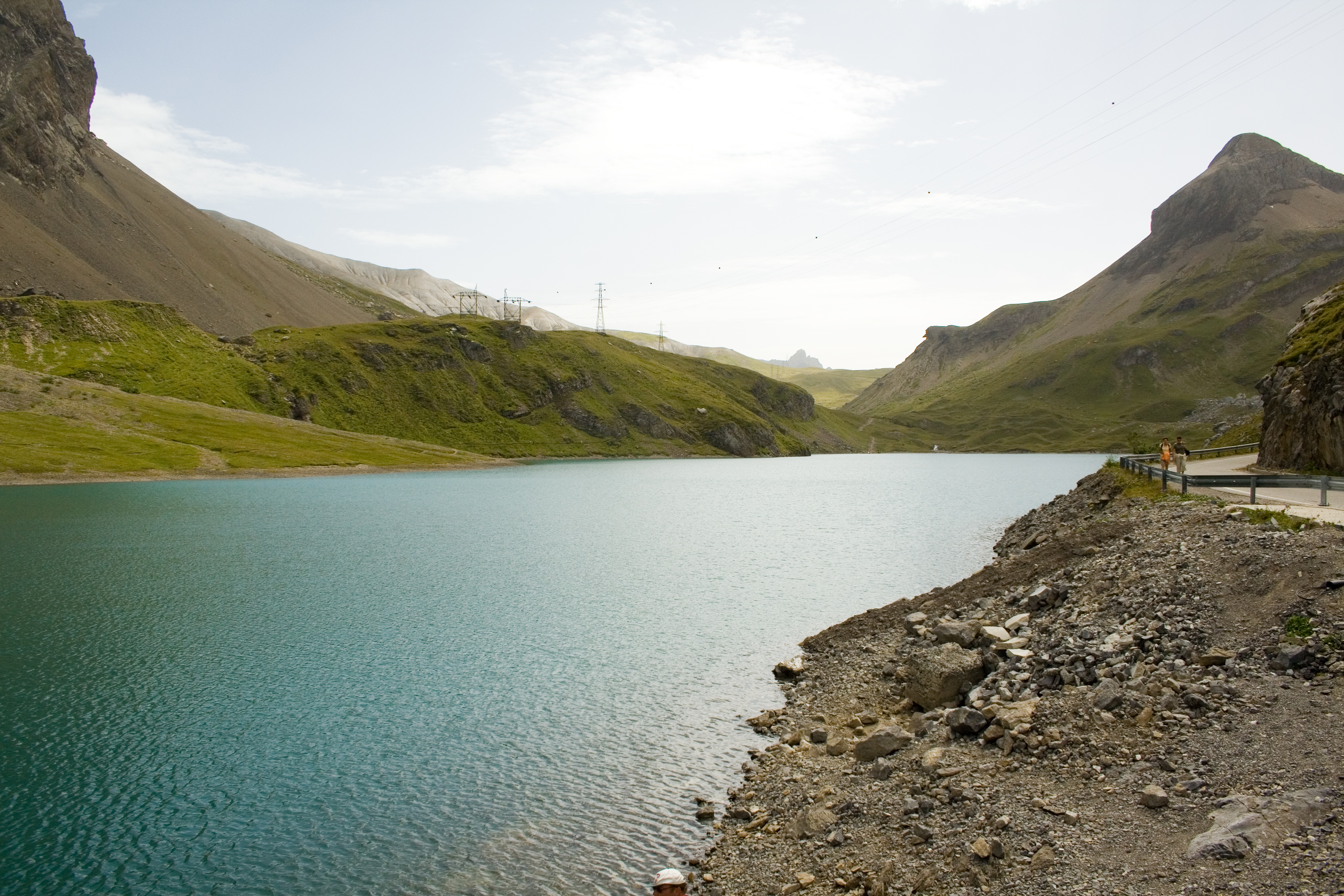
Sanetschsee

Na severu se obec rozkládá za kontinentálním rozvodím mezi povodím Rhôny a Rýna. Zatímco většina krajiny Savièse odtéká do Rhôny prostřednictvím řeky Morge a jejího přítoku Nétage, Sána, která pramení na severní straně průsmyku Sanetschpass, se vlévá do Rýna prostřednictvím řeky Aary. V oblasti Sex Rouge (2315 m n. m.) jihozápadně od průsmyku Sanetsch pramení horský potok, který po několika stech metrech prosakuje do krasového podloží a pravděpodobně napájí hlavní pramen řeky Lizerne, která se vlévá do Rhôny jako přítok u Ardonu.
Hranice obce Savièse sleduje na západě řeku Morge a Contheysanne a ve vysokých horách stoupá k Tour Saint-Martin a oblasti Diablerets, na severu probíhá přes výšiny Bernských Alp a na východní straně přes horský hřeben od Wildhornu téměř k Prabé a dále v příkopech potoků Drahin a Sionne opět do údolí Rhony a na jihu protíná vinice u Sittenu. Obecní a kantonální hranice s kantonem Vaud a kantonem Bern sleduje horský hřeben (od západu k východu) se severním hřebenem Diablerets, Oldenhorn (3123 m n. m.), kde se stýkají tři kantonální hranice, Sanetschhorn (2924 m n. m.), Gstellihorn (2820 m n. m.), Schluchhorn (2579 m n. m.) a Spitzhorn (2807 m n. m.), Schafhorn, Arpelihore, Arpelistock (3035 m n. m.), Gältehore a Wildhorn-Westgrat.
Jižně od Arpelistocku se zvedají hory Le Sublage (2735 m n. m.) a Le Sérac (2817 m n. m.).
V severozápadní části obce leží ledovec Tsanfleuron, z něhož pramení řeka Morge. Tající ledovec uvolnil hladce vyleštěné skalní pole Lapis de Tsanfleuron o rozloze několika kilometrů čtverečních, které se táhne až k průsmyku Sanetsch. Severně od průsmyku Sanetschpass, na Sanetschalpu, leží jezero Sanetschsee, kterým elektrárna Sanetsch AG přehradila nedaleko pramenící řeku Sánu.
V horské oblasti se nachází několik horských jezer, včetně Dürrského jezera, a v údolí Rhôny několik rybníků, včetně Lac de Mouchy, Etang de Motone, Etang de Binii, Etang de Rocher a Etang d'Arvisi. Velkým přítokem řeky Morge je Nétage, která vytéká z horské kotliny jižně od Wildhornu do La Lé a v soutěsce pod Gourou se vlévá do údolní řeky. Dalšími drobnými vodními toky jsou Tsanfleuronne, Contheysanne, která tvoří část hranice obce s Conthey, a Chatonire, která se vlévá do Morge u Vuisse.
Savièse zahrnuje hlavní vesnici St-Germain s osadami Prinzières a La Crettaz ve středu, osadu Drône s Monteiller a La Sionne na východě, Granois a Chandolin na západě a Roumaz a také Ormône s osadami La Muraz a Diolly na jihu a Vuisse na jihozápadě. Kromě toho se zde nachází několik samostatných zemědělských usedlostí a velkých nových obytných lokalit, z nichž některé se nacházejí uprostřed vinic.
V hornaté severní části obce se nacházejí roztroušené alpské osady Dilogne, Vouagno, Sur-le-Sex, Roua, La Lé, Infloria, Glarey, Tsarein, Dorbagnon, Genièvre, Zanfleuron a Sanetsch, do kterých se lze z obcí v blízkosti údolí dostat pouze po silnicích v sousední obci Conthey, protože západně od Prabé se nachází členitý sráz.
Sousedními obcemi Savièse jsou Sion, Conthey, Grimisuat, Arbaz a Ayent v kantonu Valais, Gsteig a Lauenen v kantonu Bern a Ormont-Dessus v kantonu Vaud.

## Historie

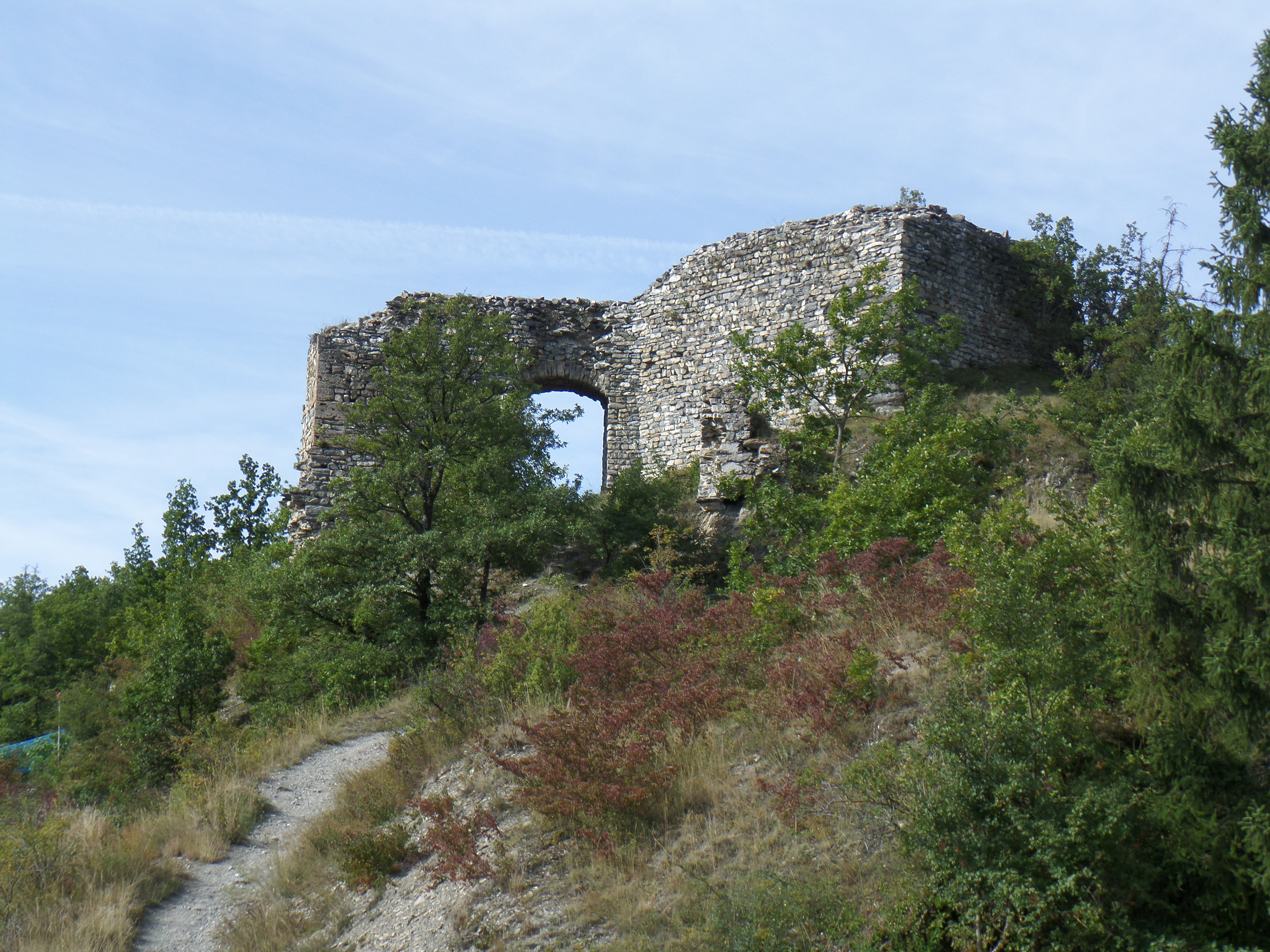
Ruiny hradu Château de la Soie (Seta)

První zmínka o Savièse pochází z roku 1200, kdy se uvádí pod jménem Saviesi. Jméno Savisia je doloženo k roku 1224.
V roce 1219 postavil Landri de Mont v Savièse zámek Château de la Soie (Seta). Stavba rychle zhoršila vztahy se Savojským rodem, protože představovala riziko pro savojské plány dostat oblast Sionu pod svou vládu.
Savièse značně trpělo savojskými nájezdy ve 13. i ve 14. století, a to navzdory smlouvě z roku 1260 mezi Petrem Savojským a Jindřichem z Raronu, biskupem ze Sionu, která Petrovi udělila všechna území na západ od řeky Morge. Kromě toho docházelo ke sporům s Conthey, která v té době patřila Savojsku, o území v údolí řeky Morge, takže docházelo ke krvavým konfliktům. Conthey mělo podporu Savojska, Savièse pomáhalo horní Valais.
Ve 14. století byl hrad Seta dějištěm dlouhé bitvy mezi Guichardem Tavellim a rodem von Turn. Dne 8. srpna 1375 se spor vyhrotil a skončil defenestrací, vraždou biskupa Witscharda Tavela, kterou nařídil rytíř Anton von Turn.

Tradiční architektura v obci (1902)

V roce 1415 Witschard von Raron, potomek Heinricha von Raron a hlava rodu von Raron, uprchl se svou rodinou během raronského obchodu na hrad Seta, který byl následně obléhán zemany. Sedláci donutili biskupa, který byl Witschardovým synovcem, podepsat setskou smlouvu. V této smlouvě se biskup zavázal uznat právo rady mluvit mimo jiné do volby hejtmana a do všech důležitých úřadů a rozhodnutí týkajících se Valais. V roce 1417 byl hrad Seta nakonec vypleněn a vypálen a v roce 1447 získalo Savièse zemská práva.
S narůstajícím konfliktem se Savojskem byla vesnice nakonec 2. listopadu 1475 během burgundských válek Savojci vypálena. Vesnice Malerna a Zuschuat zmizely z mapy. Dne 13. listopadu byli Savojci rozdrceni obyvateli Valais pod vedením biskupa Waltera Supersaxa v bitvě u Planta a vojska Valais pak mohla dobýt celé dolní Valais až k Saint-Maurice. Konflikt s Conthey byl nakonec vyřešen a tato obec postoupila Savièse několik májových statků.
Po Francouzské revoluci byla konfederace a Valais dobyty a obsazeny francouzskou armádou. V bitvě u Pfyn ve dnech 27.–28. května 1799 byli obyvatelé horního Valais poraženi francouzskou armádou a Savièse bylo rovněž obsazeno Francouzi. Francouzská alpská armáda pod vedením generála Louise-Marie Turreaua de Garambouville zajistila cestu přes Valais přes Simplonský průsmyk do Itálie a obec musela stejně jako Savièse platit okupačním vojskům tribut. Od roku 1802 patřila obec k formálně nezávislé republice Valais, v letech 1810–1814 pak k départementu du Simplon v rámci prvního francouzského císařství.
Od Vídeňského kongresu v roce 1815 patří obec Savièse a celé Valais ke Švýcarské konfederaci. V letech 1815–1839 byla obec součástí okresu Hérens, od roku 1839 je součástí okresu Sion.

## Obyvatelstvo

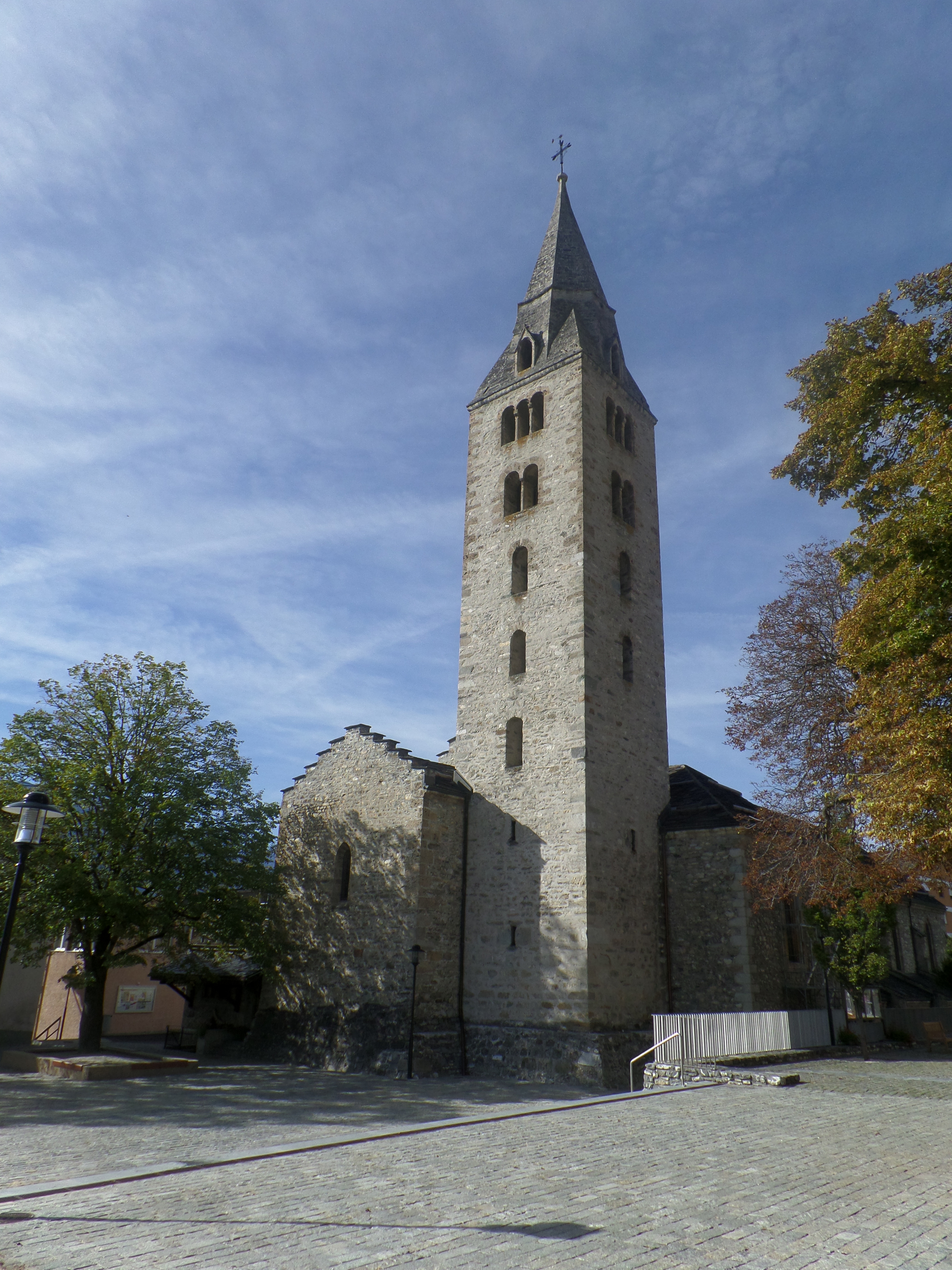
Kostel de Saint-Germain

| Vývoj počtu obyvatel | Vývoj počtu obyvatel | Vývoj počtu obyvatel | Vývoj počtu obyvatel | Vývoj počtu obyvatel | Vývoj počtu obyvatel | Vývoj počtu obyvatel | Vývoj počtu obyvatel | Vývoj počtu obyvatel | Vývoj počtu obyvatel | Vývoj počtu obyvatel | Vývoj počtu obyvatel | Vývoj počtu obyvatel | Vývoj počtu obyvatel | Vývoj počtu obyvatel | Vývoj počtu obyvatel | Vývoj počtu obyvatel | Vývoj počtu obyvatel | Vývoj počtu obyvatel | Vývoj počtu obyvatel | Vývoj počtu obyvatel | Vývoj počtu obyvatel |
| -------------------- | -------------------- | -------------------- | -------------------- | -------------------- | -------------------- | -------------------- | -------------------- | -------------------- | -------------------- | -------------------- | -------------------- | -------------------- | -------------------- | -------------------- | -------------------- | -------------------- | -------------------- | -------------------- | -------------------- | -------------------- | -------------------- |
| Rok                  | 1850                 | 1860                 | 1870                 | 1880                 | 1888                 | 1900                 | 1910                 | 1920                 | 1930                 | 1941                 | 1950                 | 1960                 | 1970                 | 1980                 | 1990                 | 2000                 | 2008                 | 2010                 | 2012                 | 2014                 | 2016                 |
| Počet obyvatel       | 1703                 | 1825                 | 2013                 | 2075                 | 2089                 | 2259                 | 2492                 | 2563                 | 2672                 | 2887                 | 3131                 | 3203                 | 3585                 | 4097                 | 4763                 | 5341                 | 6365                 | 6596                 | 6939                 | 7249                 | 7532                 |

### Jazyky
93,9 % obyvatel hovoří francouzsky, 3,5 % německy a 1,0 % portugalsky (stav v roce 2000).
Četné písemné dokumenty, slovník patois a dochované názvy míst a polí svědčí o starém franko-provensálském dialektu, kterým se dnes téměř nemluví. Nadace Fondation Bretz-Héritier v Savièse dokumentuje a komunikuje místní dialekt a vydala jeho gramatiku.

### Náboženství
V roce 2000 zde žilo 86,40 % římských katolíků, 4,7 % reformovaných evangelíků, 2,04 % pravoslavných a 0,32 % křesťanských katolíků. Kromě toho je zde 2,88 % bez vyznání a 0,54 % muslimů. Žádné informace o svém náboženském vyznání neuvedlo 3,97 % obyvatel.
Katolíci patří k římskokatolické farnosti Sion, která je součástí děkanátu diecéze Sion. Protestantská reformovaná menšina patří do evangelické farnosti Sion evangelické reformované církve ve Valais.

## Hospodářství

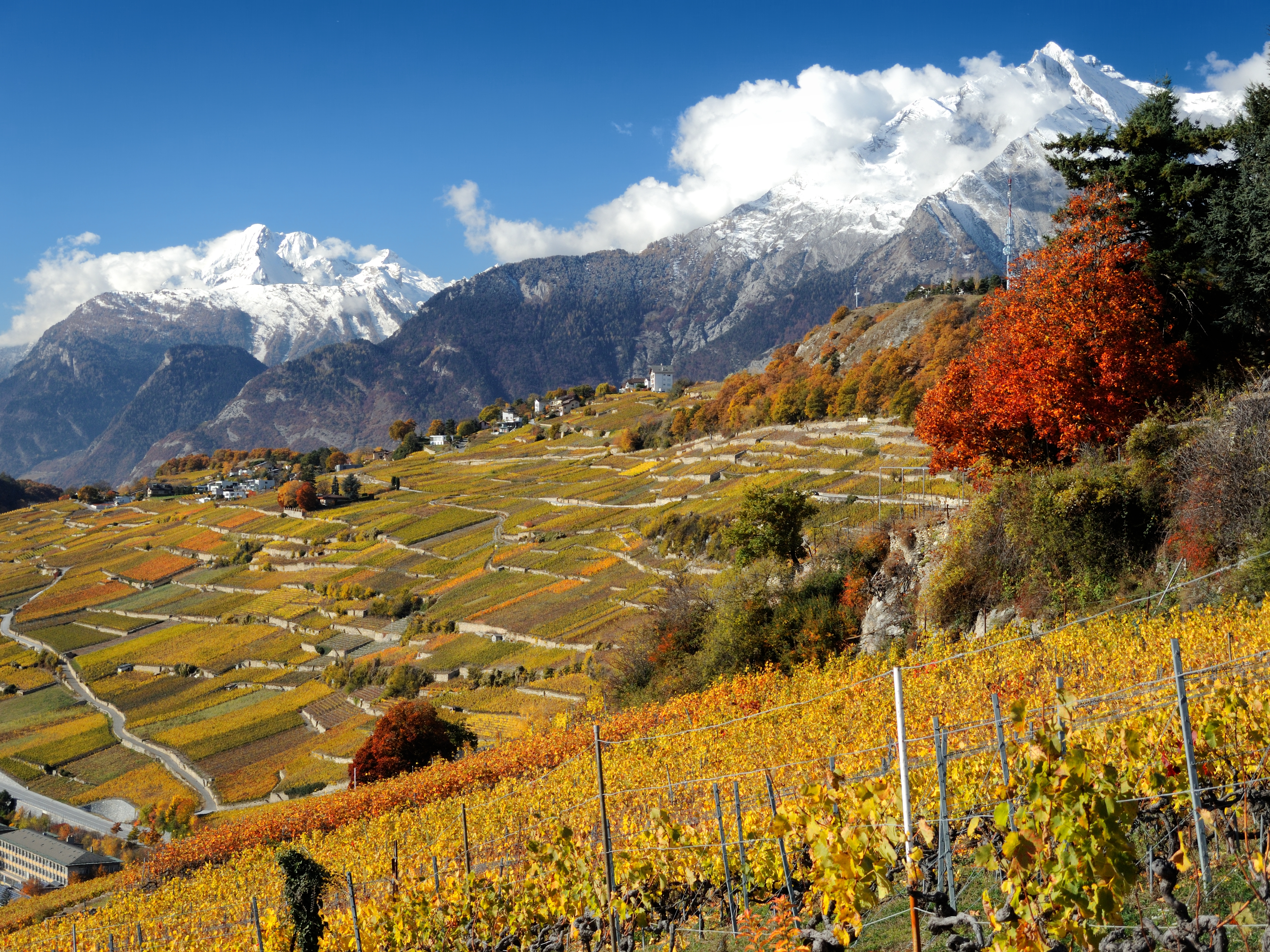
Vinice v Savièse

Zatímco v minulosti byl nejdůležitějším zaměstnáním chov dobytka, v současnosti je to pěstování vinné révy. Ještě na konci 19. století bylo vinařství omezeno na malou oblast v okolí Diolly. Dnes má Savièse asi 300 hektarů vinic, což je asi 4,2 % rozlohy obce. Zatímco ještě v roce 1941 bylo v terciárním sektoru zaměstnáno 75 % pracovní síly, v roce 2005 to bylo již jen 34 %.
K zavlažování jižních svahů, které jsou v létě velmi suché, vybudovala obec Savièse od středověku několik vodovodů. Mezi ty větší patří Torrent-Neuf, který byl vybudován kolem roku 1440 a vede z údolí řeky Morge do vesnic, Bisse de Dejour, Bisse de Tsampré a Bisse de Lentine.
V místní ekonomice hraje významnou roli také cestovní ruch. Nejznámějším hotelem je Hôtel du Col du Sanetsch, který je zapsán na seznamu památek. Kromě pěší turistiky, jízdy na horském kole a horolezectví se v Savièse můžete věnovat také speleologii. Přes horské výšiny a na některé vrcholy vede několik turistických stezek, zejména mulařská stezka přes průsmyk Sanetsch, ale také například vysokohorská stezka přes průsmyk Col des Audannes (2891 m n. m.), která vede také do průsmyku Rawilpass. Známé vysokohorské túry v této horské části jsou Wildhorn-Tour a Berner Alpen-Haute-Route. Podél horských cest se nachází několik útulen Švýcarského alpského klubu: Cabane de Prarochet, vybudovaná v roce 1993 lyžařským klubem Savièse, a nedaleké Cabane des Audannes (v oblasti Ayent), Geltenhütte (Lauenen) a Cabane des Diablerets (Les Diablerets, Ormont-Dessus). Auberge du Sanetsch stojí na průsmykové cestě severně od přehrady.
Největší jeskyně, Grotte des Pinogouins, dosahuje výškového rozdílu 270 metrů na délce 2,5 kilometru.
Na povrchu ledovce Zanfleuron leží lyžařský areál destinace Glacier 3000, na který se lze dostat z Col du Pillon v kantonu Vaud lanovkou postavenou v roce 1964.

## Doprava
Obec nemá železniční spojení, nejbližší stanice v Sionu však leží na důležité Simplonské dráze, která vychází ze Ženevy na západě a pokračuje tunelem směrem na Milán. Dopravní obslužnost obce zajišťují žluté autobusy Postauto.
Do Savièse se lze dostat přes sjezdy na dálnici A9 v Sionu. Z nich pokračují do obce regionální silnice.

## Osobnosti
- Hermann Geiger (1914–1966), pilot